# Шерстобитов, Сергей Максимович
Сергей Максимович Шерстобитов (1925—1968) — военный лётчик Липецкого авиагарнизона, майор.

## Биография
С. М. Шерстобитов родился 19 сентября 1925 года в деревне Ольховка Частинского района Уральской области (ныне Пермского края). В 1942 году добровольцем ушёл в Красную Армию. В 1942—1943 обучался в Ленинградской военной авиационной школе механиков, в 1944—1945 — в Тамбовском военном авиационном училище лётчиков, в 1947—1949 — в Кировабадском училище лётчиков.
В Липецком авиагарнизоне военный лётчик 1-го класса, майор С. М. Шерстобитов проходил службу в качестве командира звена смешанного инструкторского авиационного полка. Избирался секретарём партийной организации эскадрильи.
17 декабря 1968 года в небе над Липецком разыгралась трагедия. Экипаж сверхзвукового бомбардировщика Як-28 в составе пилота Сергея Шерстобитова и штурмана Леонтия Кривенкова выполнял тренировочный полёт. Неожиданно у полностью заправленного и начинённого боеприпасами самолёта загорелся левый двигатель. После устранения пожара необходимо было совершать экстренную посадку, заходя со стороны Липецка. Но за несколько километров до взлётно-посадочной полосы прямо над городом вышел из строя уже правый двигатель. Ценой своей жизни лётчики сумели отвести падающий самолёт от жилых зданий, заставив его рухнуть на пустыре.

## Награды
Указом Президиума Верховного Совета СССР от 26 мая 1969 года за мужество и самоотверженность, проявленные при исполнении воинского долга майор С. М. Шерстобитов посмертно награждён орденом Красного Знамени.
Ранее награждён орденом Красной Звезды, медалями.

## Память
- в 2006 году новой улице в Липецке присвоено имя Шерстобитова.
- На месте гибели лётчиков на площади у дворца спорта «Звёздный» установлен памятный камень.
- 18 июля 2003 года на площади Авиаторов в Липецке рядом с памятником героям-авиаторам установлены скульптуры погибших лётчиков С. М. Шерстобитова и Л. А. Кривенкова (скульпторы И. М. Мазур и Ю. Д. Гришко, архитекторы В. Н. Павлов и Л. А. Павлова).